# Campeonato Nacional 1978 (Argentina)
El conocido como Torneo Nacional 1978, llamado oficialmente Campeonato Nacional 1978, fue el sexagésimo segundo de la era profesional y el segundo del año de la Primera División argentina de fútbol. Se inició el 4 de noviembre y culminó el 10 de enero de 1979, con la disputa del partido desquite de la final.
La estructura del certamen no varió con respecto a las últimas ediciones, jugándose en dos fases, una clasificatoria previa, y una serie final por eliminación, de la que participaron los dos primeros de cada zona preliminar. El número de participantes se mantuvo en 32, con 8 equipos provenientes de las plazas fijas, 4 del Torneo Regional y 20 del regular, 19 del Metropolitano y uno recién ascendido de la Primera B. 
El campeón, que repitió el logro del Nacional 1977, fue el Club Atlético Independiente, con lo que consiguió la clasificación a la Copa Libertadores 1979, acompañando al Quilmes Atlético Club, ganador del Torneo Metropolitano 1978.

## Equipos participantes

### Del torneo regular
20 equipos, todos los participantes del Metropolitano de 1978, excluidos los dos descendidos, con el agregado del recién ascendido Ferro Carril Oeste, ganador del torneo de Primera B del año 1978.
| Equipo             | Ciudad       |
| ------------------ | ------------ |
| All Boys           | Buenos Aires |
| Argentinos Juniors | Buenos Aires |
| Atlanta            | Buenos Aires |
| Boca Juniors       | Buenos Aires |
| Chacarita Juniors  | Villa Maipú  |
| Colón              | Santa Fe     |
| Estudiantes        | La Plata     |
| Ferro Carril Oeste | Buenos Aires |
| Gimnasia y Esgrima | La Plata     |
| Huracán            | Buenos Aires |
| Independiente      | Avellaneda   |
| Newell's Old Boys  | Rosario      |
| Platense           | Florida      |
| Quilmes            | Quilmes      |
| Racing Club        | Avellaneda   |
| River Plate        | Buenos Aires |
| Rosario Central    | Rosario      |
| San Lorenzo        | Buenos Aires |
| Unión              | Santa Fe     |
| Vélez Sarsfield    | Buenos Aires |

### De las plazas fijas
Los 8 equipos del interior clasificados.
| Equipo             | Ciudad                |
| ------------------ | --------------------- |
| Altos Hornos Zapla | Palpalá               |
| Alvarado           | Mar del Plata         |
| Atlético Tucumán   | San Miguel de Tucumán |
| Gimnasia y Esgrima | Mendoza               |
| Juventud Antoniana | Salta                 |
| Racing             | Córdoba               |
| San Martín         | San Miguel de Tucumán |
| Talleres           | Córdoba               |

### Del Torneo Regional
Los 4 equipos ganadores.
| Equipo                | Ciudad                      |
| --------------------- | --------------------------- |
| Atlético Ledesma      | Libertador Gral. San Martín |
| Deportivo Roca        | General Roca                |
| Patronato             | Paraná                      |
| San Martín de Mendoza | San Martín                  |

## Sistema de disputa
Primera fase: cuatro zonas sin partido interzonal, en dos ruedas todos contra todos, por acumulación de puntos.
Segunda fase: los dos primeros de cada zona en una ronda por eliminación directa, con partidos de ida y vuelta.

## Fase de grupos
Los dos primeros de cada grupo clasificaron a la ronda de definición.

### Zona A
| Pos. | Equipo             | Pts. | PJ | PG | PE | PP | GF | GC | Dif. |
| ---- | ------------------ | ---- | -- | -- | -- | -- | -- | -- | ---- |
| 1.º  | Talleres (C)       | 21   | 14 | 9  | 3  | 2  | 37 | 17 | 20   |
| 2.º  | Racing Club        | 19   | 14 | 8  | 3  | 3  | 21 | 14 | 7    |
| 3.º  | Newell's Old Boys  | 18   | 14 | 7  | 4  | 3  | 27 | 19 | 8    |
| 4.º  | Atlético Ledesma   | 15   | 14 | 5  | 5  | 4  | 24 | 22 | 2    |
| 5.º  | Ferro Carril Oeste | 15   | 14 | 6  | 3  | 5  | 23 | 23 | 0    |
| 6.º  | Estudiantes (LP)   | 10   | 14 | 5  | 0  | 9  | 28 | 31 | −3   |
| 7.º  | All Boys           | 10   | 14 | 2  | 6  | 6  | 16 | 26 | −10  |
| 8.º  | Juventud Antoniana | 4    | 14 | 0  | 4  | 10 | 16 | 40 | −24  |

|  | Clasificó a la fase final. |

### Zona B
| Pos. | Equipo                 | Pts. | PJ | PG | PE | PP | GF | GC | Dif. |
| ---- | ---------------------- | ---- | -- | -- | -- | -- | -- | -- | ---- |
| 1.º  | Unión                  | 21   | 14 | 9  | 3  | 2  | 22 | 6  | 16   |
| 2.º  | Huracán                | 19   | 14 | 7  | 5  | 2  | 31 | 18 | 13   |
| 3.º  | Atlético Tucumán       | 19   | 14 | 8  | 3  | 3  | 24 | 12 | 12   |
| 4.º  | Boca Juniors           | 15   | 14 | 7  | 1  | 6  | 19 | 25 | −6   |
| 5.º  | Patronato              | 13   | 14 | 4  | 5  | 5  | 17 | 21 | −4   |
| 6.º  | Chacarita Juniors      | 12   | 14 | 4  | 4  | 6  | 20 | 23 | −3   |
| 7.º  | Gimnasia y Esgrima (M) | 10   | 14 | 4  | 2  | 8  | 17 | 25 | −8   |
| 8.º  | Platense               | 3    | 14 | 0  | 3  | 11 | 9  | 29 | −20  |

|  | Clasificó a la fase final. |

### Zona C
| Pos. | Equipo                  | Pts. | PJ | PG | PE | PP | GF | GC | Dif. |
| ---- | ----------------------- | ---- | -- | -- | -- | -- | -- | -- | ---- |
| 1.º  | Independiente           | 21   | 14 | 9  | 3  | 2  | 31 | 16 | 15   |
| 2.º  | Vélez Sarsfield         | 21   | 14 | 8  | 5  | 1  | 20 | 14 | 6    |
| 3.º  | Gimnasia y Esgrima (LP) | 17   | 14 | 6  | 5  | 3  | 22 | 13 | 9    |
| 4.º  | Racing (C)              | 14   | 14 | 5  | 4  | 5  | 17 | 16 | 1    |
| 5.º  | Deportivo Roca          | 14   | 14 | 5  | 4  | 5  | 12 | 14 | −2   |
| 6.º  | Rosario Central         | 10   | 14 | 2  | 6  | 6  | 9  | 14 | −5   |
| 7.º  | Argentinos Juniors      | 9    | 14 | 4  | 1  | 9  | 17 | 26 | −9   |
| 8.º  | Altos Hornos Zapla      | 6    | 14 | 1  | 4  | 9  | 14 | 29 | −15  |

|  | Clasificó a la fase final. |

### Zona D
| Pos. | Equipo         | Pts. | PJ | PG | PE | PP | GF | GC | Dif. |
| ---- | -------------- | ---- | -- | -- | -- | -- | -- | -- | ---- |
| 1.º  | River Plate    | 23   | 14 | 10 | 3  | 1  | 35 | 13 | 22   |
| 2.º  | Colón          | 17   | 14 | 7  | 3  | 4  | 23 | 15 | 8    |
| 3.º  | San Martín (M) | 16   | 14 | 7  | 2  | 5  | 22 | 22 | 0    |
| 4.º  | Atlanta        | 13   | 14 | 3  | 7  | 4  | 22 | 23 | −1   |
| 5.º  | San Martín (T) | 12   | 14 | 4  | 4  | 6  | 24 | 22 | 2    |
| 6.º  | Quilmes        | 11   | 14 | 4  | 3  | 7  | 16 | 27 | −11  |
| 7.º  | Alvarado       | 10   | 14 | 3  | 4  | 7  | 20 | 28 | −8   |
| 8.º  | San Lorenzo    | 10   | 14 | 3  | 4  | 7  | 13 | 25 | −12  |

|  | Clasificó a la fase final. |

## Fase eliminatoria

### Cuadro de desarrollo
|  | Cuartos de final     | Cuartos de final     | Cuartos de final     |   |              | Semifinales                  | Semifinales                  | Semifinales                  |  |               | Final           | Final           | Final           |  |
|  | 23 y 27 de diciembre | 23 y 27 de diciembre | 23 y 27 de diciembre |   |              | 30 de diciembre y 3 de enero | 30 de diciembre y 3 de enero | 30 de diciembre y 3 de enero |  |               | 7 y 10 de enero | 7 y 10 de enero | 7 y 10 de enero |  |
|  |                      |                      |                      |   |              |                              |                              |                              |  |               |                 |                 |                 |  |
|  |                      |                      |                      |   |              |                              |                              |                              |  |               |                 |                 |                 |  |
|  | Talleres (C)         | 1                    | 3                    |   |              |                              |                              |                              |  |               |                 |                 |                 |  |
|  | Talleres (C)         | 1                    | 3                    |   |              |                              |                              |                              |  |               |                 |                 |                 |  |
|  | Huracán              | 2                    | 0                    |   |              |                              |                              |                              |  |               |                 |                 |                 |  |
|  | Huracán              | 2                    | 0                    |   | Talleres (C) | 1                            | 1                            |                              |  |               |                 |                 |                 |  |
|  |                      |                      |                      |   | Talleres (C) | 1                            | 1                            |                              |  |               |                 |                 |                 |  |
|  |                      |                      | Independiente        | 2 | 2            |                              |                              |                              |  |               |                 |                 |                 |  |
|  | Independiente        | 2                    | Independiente        | 2 | 2            | 2                            |                              |                              |  |               |                 |                 |                 |  |
|  | Independiente        | 2                    |                      |   |              |                              |                              |                              |  |               |                 |                 |                 |  |
|  | Colón                | 2                    | 0                    |   |              |                              |                              |                              |  |               |                 |                 |                 |  |
|  | Colón                | 2                    | 0                    |   |              |                              |                              |                              |  | Independiente | 0               | 2               |                 |  |
|  |                      |                      |                      |   |              |                              |                              |                              |  | Independiente | 0               | 2               |                 |  |
|  |                      |                      | River Plate          | 0 | 0            |                              |                              |                              |  |               |                 |                 |                 |  |
|  | Vélez Sarsfield      | 0                    | River Plate          | 0 | 0            | 2                            |                              |                              |  |               |                 |                 |                 |  |
|  | Vélez Sarsfield      | 0                    |                      |   |              |                              |                              |                              |  |               |                 |                 |                 |  |
|  | River Plate          | 2                    | 1                    |   |              |                              |                              |                              |  |               |                 |                 |                 |  |
|  | River Plate          | 2                    | 1                    |   | River Plate  | 1                            | 1                            |                              |  |               |                 |                 |                 |  |
|  |                      |                      |                      |   | River Plate  | 1                            | 1                            |                              |  |               |                 |                 |                 |  |
|  |                      |                      | Unión                | 0 | 1            |                              |                              |                              |  |               |                 |                 |                 |  |
|  | Unión                | 2                    | Unión                | 0 | 1            | 1                            |                              |                              |  |               |                 |                 |                 |  |
|  | Unión                | 2                    |                      |   |              |                              |                              |                              |  |               |                 |                 |                 |  |
|  | Racing Club          | 1                    | 0                    |   |              |                              |                              |                              |  |               |                 |                 |                 |  |
|  | Racing Club          | 1                    | 0                    |   |              |                              |                              |                              |  |               |                 |                 |                 |  |
|  |                      |                      |                      |   |              |                              |                              |                              |  |               |                 |                 |                 |  |

### Cuartos de final
| Cuarto de final 1 | Cuarto de final 1 | Cuarto de final 1 | Cuarto de final 1      | Cuarto de final 1 |
| Equipo 1          | Resultado         | Equipo 2          | Estadio                | Fecha             |
| ----------------- | ----------------- | ----------------- | ---------------------- | ----------------- |
| Colón             | 2 - 2             | Independiente     | Brig. Estanislao López | 23 de diciembre   |
| Independiente     | 2 - 0             | Colón             | La Doble Visera        | 27 de diciembre   |

| Cuarto de final 2 | Cuarto de final 2 | Cuarto de final 2 | Cuarto de final 2 | Cuarto de final 2 |
| Equipo 1          | Resultado         | Equipo 2          | Estadio           | Fecha             |
| ----------------- | ----------------- | ----------------- | ----------------- | ----------------- |
| Huracán           | 2 - 1             | Talleres (C)      | Tomás Adolfo Ducó | 23 de diciembre   |
| Talleres (C)      | 3 - 0             | Huracán           | La Boutique       | 27 de diciembre   |

| Cuarto de final 3 | Cuarto de final 3 | Cuarto de final 3 | Cuarto de final 3 | Cuarto de final 3 |
| Equipo 1          | Resultado         | Equipo 2          | Estadio           | Fecha             |
| ----------------- | ----------------- | ----------------- | ----------------- | ----------------- |
| River Plate       | 2 - 0             | Vélez Sarsfield   | Monumental        | 23 de diciembre   |
| Vélez Sarsfield   | 2 - 1             | River Plate       | José Amalfitani   | 27 de diciembre   |

| Cuarto de final 4 | Cuarto de final 4 | Cuarto de final 4 | Cuarto de final 4 | Cuarto de final 4 |
| Equipo 1          | Resultado         | Equipo 2          | Estadio           | Fecha             |
| ----------------- | ----------------- | ----------------- | ----------------- | ----------------- |
| Racing Club       | 1 - 2             | Unión             | El Cilindro       | 23 de diciembre   |
| Unión             | 1 - 0             | Racing Club       | 15 de Abril       | 27 de diciembre   |

### Semifinales
| Semifinal 1   | Semifinal 1 | Semifinal 1   | Semifinal 1     | Semifinal 1        |
| Equipo 1      | Resultado   | Equipo 2      | Estadio         | Fecha              |
| ------------- | ----------- | ------------- | --------------- | ------------------ |
| Independiente | 2 - 1       | Talleres (C)  | La Doble Visera | 30 de diciembre    |
| Talleres (C)  | 1 - 2       | Independiente | Córdoba         | 3 de enero de 1979 |

| Semifinal 2 | Semifinal 2 | Semifinal 2 | Semifinal 2 | Semifinal 2        |
| Equipo 1    | Resultado   | Equipo 2    | Estadio     | Fecha              |
| ----------- | ----------- | ----------- | ----------- | ------------------ |
| Unión       | 0 - 1       | River Plate | 15 de Abril | 30 de diciembre    |
| River Plate | 1 - 1       | Unión       | Monumental  | 3 de enero de 1979 |

### Final
| Final         | Final     | Final         | Final           | Final               |
| Equipo 1      | Resultado | Equipo 2      | Estadio         | Fecha               |
| ------------- | --------- | ------------- | --------------- | ------------------- |
| River Plate   | 0 - 0     | Independiente | Monumental      | 7 de enero de 1979  |
| Independiente | 2 - 0     | River Plate   | La Doble Visera | 10 de enero de 1979 |

## Goleadores
| Jugador              | Jugador          | Goles | Equipo           |
| -------------------- | ---------------- | ----- | ---------------- |
| Bandera de Argentina | José Reinaldi    | 16    | Talleres (C)     |
| Bandera de Argentina | Norberto Outes   | 14    | Independiente    |
| Bandera de Argentina | Sergio Fortunato | 13    | Estudiantes      |
| Bandera de Argentina | Carlos Babington | 10    | Huracán          |
| Bandera de Argentina | Víctor Sosa      | 10    | Atlético Ledesma |